# والي الدين
والي الدين محمد عبد الله ولد في ولاية الجزيرة في حوش أبكر عام 1974 كان مهاجما لنادي الهلال السوداني توفي بتاريخ 12 مايو 2001 بسب جرعات التخدير الفاسدة اثناء عملية جراحية.

## المسيرة الرياضية
بدا والي الدين حياته الرياضية ومسيرته في ملاعب كرة القـدم كلاعبٍ هاوٍ بروابط الناشئين وفرق الاحياء بمنطقة الحوش بـولاية الجزيرة وفي 24 مـايو من العام 1990 انتقل للعب بنادى النيل سنار كأول يلعب له وهو نادي الدرجة الثالثة لينتقل إلى نادى النيل ود مدنى في 2 يونيو 1992 وهو أحد اندية الدرجة الأولى ليحافظ على مستواه وبعد اربع مباريات مع النيل مدنى انتقل في الموسم التالي إلى نادى النجوم بالقضارف حيث لعب للنادي مباراة واحدة فقط حيث بدأت معاناته مع الاصـابات ليجى انتقاله لنادى الهلال أحد أكبر اندية السودان في ذلك الوقت وتم ذلك في 24 يوليو 1993.

## شطب اللاعب والي الدين
وفي ديسمبر 1998 تم شطبه من النادي لاسباب غير فنية ولكنه عاد في يناير 1999 حتى جاء موعد احترافه واعير إلى نادي قطر القطري في الـفترة من 24 من يناير 2000 وحتى 19 من مارس من نفس العام حيث لعب لناديه الجديد سبع مباريات احرز فيها هدفين ليعود بعدها إلى نادي الهلال حيث تعرض لاكثر من مرة للإصابة مما اثر على مسيرته في المـلاعب إلى ان جاء 12 مايو 2001 ليقوم فيه باجراء عملية جراحية لنزع المسامير التي وضعت في قدمه جرّاء اصابة قديمه ليصاب داخل غرفة العمليات متاثرا بجرعات التخدير الزائدة حتى فارق الحياة بنوبة قلبية.

## الإنجازات

### مع الهلال
- الدوري السوداني الممتاز (5): 1994، 1995، 1996، 1998، 1999.
- كأس السودان (1): 1998.

## أبرز الاهداف التي احرزها والي الدين
ملحوظة نتيجة المباراة بتاريخ عدد الاهداف
- 1-4 الخميس 2 مارس 1993 هدفين في الزهرة
- 1-3 الأحد 19 ديسمبر 1993 هدفين في امدوم
- 1-4 الخميس 23 ديسمبر 1993 هدف في الخرطوم/ 3
- 0-2 الاربعا 28 يناير 1994 هدفين في العباسية
- 0-3 الاثنين 18 أبريل 1994 هدف في الخرطوم/3
- 0-3 الأربعاء 1 يونيو 1994 هدف في النيل
- 1-2 الاثنين 20 يونيو 1994 هدفين في الموردة
- 1-3 الخميس 19 يناير 1995 هدف في التحرير
- 0-3 الاثنين 8 أبريل 1996 هدف في الاهلى
- 1-2 الاثنين 14 أكتوبر 1996 هدف في الموردة
- 0-1 السبت 26 أكتوبر 1996 هدف في الاهلي
- 0-2 الخميس 19 ديسمبر 1995 هدفين في الموردة
- نهائى دورى السودان 0-3 الثلاثاء
- 24 أكتوبر 1995 هدف في هلال بورتسودان
- 0-3 1995 هدفين في العصمة الكاملين
- 0-1 28 أكتوبر 1996 هدف في شمبات

### أول اهدافه في الممتاز
- 0-1 الخميس 16 يوليو 1997 هدف في نادي حي العرب
- 0-2 الجمعة 18 يوليو 1997 هدف في المريخ
- 1-1 السبت 25 أغسطس 1998 هدف في الموردة
- 0-2 الاثنين 24 مايو 1999 هدف في شمبات
- 0-5 الاثين 25 أكتوبر 1999 هدف في مريخ بورتسودان
- 0-4 الاثنين 1 نوفمبر 1999 هدف في برى
- 0-3 الثلاثاء 7 ديسمبر 1999 هدف في الاهلى مدنى [1]

## فيديوهات
- هدف في الهلال بورتسودان 1995